# Seznam velvyslanců Kanady v Evropské unii
Velvyslanec Kanady v Evropské unii je vedoucím diplomatické mise Kanady v Evropské unii, která zastupuje Kanadu a její zájmy v Evropské unii.

## Popis
Mise má kanceláře na Avenue des Arts 58 v Bruselu v Belgii, sídlí tedy na stejném místě jako kanadská ambasáda. 
Dříve zahrnovala také Evropské hospodářské společenství, Evropské společenství pro atomovou energii a Evropské společenství uhlí a oceli. Dne 29. prosince 1959 se kabinet rozhodl požádat o souhlas akreditace Sydneyho Davida Pierce na úrovni velvyslance. Pierce už byl kanadským velvyslancem v Belgii. 

## Velvyslanci
Seznam kanadských velvyslanců v Evropské unii s hodností a statusem vedoucího mise:
| Velvyslanec            | Začátek mandátu    | Konec mandátu     |
| ---------------------- | ------------------ | ----------------- |
| Sydney David Pierce    | 17. března 1960    | 31. října 1965    |
| Paul Tremblay          | 13. května 1966    | 16. února 1970    |
| Randolph Gherson       | 17. února 1970     | 28. ledna 1971    |
| Marcel Cadieux         | 27. března 1975    | 8. září 1978      |
| Richard Marcus Tait    | 12. října 1978     | 9. září 1982      |
| Jacques Gignac         | 22. září 1982      | -                 |
| Robert K. Joyce        | 15. listopadu 1985 | -                 |
| Craig Thomas MacDonald | Říjen 1986         | -                 |
| Daniel Molgat          | 22. ledna 1987     | 23. září 1991     |
| Gordon Scott Smith     | 1991               | 12. srpna 1994    |
| Jacques Roy            | 30. srpna 1994     | Červenec 1996     |
| Jean-Pierre Juneau     | 11. září 1996      | -                 |
| James Bartleman        | 26. července 2000  | -                 |
| Jeremy Kinsman         | 1. srpna 2002      | 16. června 2006   |
| Ross Hornby            | 16. června 2006    | 22. července 2011 |
| H. David Plunkett      | 22. července 2011  | 14. srpna 2015    |
| Daniel J. Costello     | 14. srpna 2015     |                   |
| Christopher Cooter     |                    |                   |
| Ailish Campbell        | 30. listopadu 2020 |                   |